# Wereldkampioenschap handbal mannen 1954
Het 2de Wereldkampioenschap Handbal Mannen vond plaats van 13 tot 17 januari 1954 in Zweden.
De zes deelnemende nationale teams werden verdeeld in twee poules van drie teams. De beide groepswinnaars speelden hierna in de finale, de nummers twee speelden om het brons en de nummers drie speelden om de vijfde plaats.
Zweden werd wereldkampioen door in de finale titelverdediger Duitsland te verslaan. Het brons ging naar Tsjecho-Slowakije door Zwitserland te verslaan.
Duitsland stuurde een gezamenlijk team met handballers uit West- en Oost-Duitsland.

## Resultaten

### Hoofdronde
| Land                           | Uitslag |
| ------------------------------ | ------- |
| Zweden - Denemarken            | 16-8    |
| Tsjecho-Slowakije - Denemarken | 18-13   |
| Zweden - Tsjecho-Slowakije     | 23-14   |

| Groep A           | Land | Doelsaldo | Punten |
| ----------------- | ---- | --------- | ------ |
| Zweden            | 3    | 39-22     | 4      |
| Tsjecho-Slowakije | 3    | 32-36     | 2      |
| Denemarken        | 3    | 21-34     | 0      |

| Land                    | Uitslag |
| ----------------------- | ------- |
| Duitsland - Frankrijk   | 27-4    |
| Frankrijk - Zwitserland | 11-11   |
| Duitsland - Zwitserland | 20-9    |

| Groep B     | Land | Doelsaldo | Punten |
| ----------- | ---- | --------- | ------ |
| Duitsland   | 3    | 47-13     | 4      |
| Zwitserland | 3    | 20-31     | 1      |
| Frankrijk   | 3    | 15-38     | 1      |

### Klasseringswedstrijden
| Land                            | Uitslag |
| ------------------------------- | ------- |
| 5de/6de plaats                  |         |
| Denemarken - Frankrijk          | 23-11   |
| 3de/4de plaats                  |         |
| Tsjecho-Slowakije - Zwitserland | 24-11   |
| Finale                          |         |
| Zweden - Duitsland              | 17-14   |

## Eindklassering
1. Zweden
2. Duitsland
3. Tsjecho-Slowakije
4. Zwitserland
5. Denemarken
6. Frankrijk